# 深水紅點鮭
深水紅點鮭，為輻鰭魚綱鮭形目鮭科的其中一種，為溫帶淡水魚，分布於歐洲德國、瑞士及奧地利交界的康斯坦斯湖流域，體長可達24公分，棲息在底中層水域，以軟體動物及橈腳類為食，生活習性不明。它们曾被认为已在20世纪70年代灭绝，但在2016年它们于博登湖被重新发现。

## 擴展閱讀
維基物種上的相關：深水紅點鮭
1. ↑  .   [2018-02-03]. （原始内容存档于2018-12-09）.